# تيتوس بومبونيوس آتيكوس
تيتوس بومبونيوس آتيكوس (باللاتينية: Titus Pomponius Atticus) وعرف أيضاً باسم كوينتوس كايشيليوس بومبونيانوس (باللاتينية: Quintus Caecilius Pomponianus) هو مصرفي وناشر ولغوي ومعلم وكاتب رسائل روماني ولد في سنة 110 ق م لعائلة أرستقراطية غنية. عرف بصداقته الوثيقة مع شيشرون حيث تلقوا تعليمهم سوياً في أثينا واشترك معه بتأليف كتاب لايليوس دي أميشيتا (اتفاقية صداقة) وكذلك إيبوستلاي أد آتيكوم (حروف إلى آتيكوس). تزوج في أواخر حياته من قريبته كايشيليا بيليا وأنجبت منه ولد اسمه تيتوس بومبونيوس آتيكوس الابن ولا يعرف الكثير وابنة هي بومبونيا كايشيليا آتيكا وألتي تزوجت لاحقاً من ماركوس فيبسانيوس أغريبا. في عمر ال77 وما أن شعر المرض قرر الانتحار بتجويع نفسه، وتوفي في اليوم الخامس من صيامه في سنة 32 ق م.